# Jinxed
Jinxed es una película de comedia y fantasía original de televisión del canal Nickelodeon que se estrenó el 29 de noviembre de 2013, a las 7/6PMC, que tiene como elenco a Ciara Bravo de Big Time Rush y a Jack Griffo de The Thundermans. Jinxed sigue la historia de Meg Murphy, una chica que está a punto de cursar secundaria, que tiene muy mala suerte y ella lucha por romper esa mala racha y buscar al chico de sus sueños. En Nickelodeon Latinoamérica y Nickelodeon Brasil se estrenó el 15 de mayo de 2014.

## Producción
Nickelodeon confirmó nuevas películas y nuevas series en los destaques para el año 2013, en los cuales confirmaba 3 películas: Nicky Deuce, Swindle y Jinxed. La película sería protagonizada por la estrella del show de Nickelodeon Big Time Rush. Las grabaciones de la película iniciaron en julio de 2013. Se dijo al principio que la película sería emitida en abril de 2014, pero Nick cambió la fecha de estreno y fue emitida en su ya conocido especial "Thanksgiving Weekend", el 29 de noviembre de 2013, junto con estrenos de Sam & Cat, The Haunted Hathaways y más.

## Sinopsis
Con la ayuda de su hermano menor, una adolescente se embarca en una aventura para terminar con la maldición de su familia y su mala suerte que nunca termina.
Los Murphy son la familia más desafortunada de la historia
¿cómo ocurrió?
Hace más de 100 años Tommy Murphy "el hombre mas afortunado del mundo" cometió un pequeño error al hacer enfadar a una bruja de Apellido O'leary cuando le dijo "en serio quieres bailar conmigo cara si águila no" la moneda cayo en águila lo que causó que ella le tire una maldición a él y a todos los Murphy de la historia.
Ellos han aprendido como llevar su vida con o sin maldición y su lema es "si algo puede salir mal, saldrá mal" 
Su mala suerte es tanta que hasta una pequeña e insignificante moneda pudo inundar una ciudad pero antes de eso
Tommy descubrió la forma de librarse de la maldición y lo escribió en su diario que ahora se encuentra enterrado en la casa del abuelo.
Meg es una adolescente que esta cansada de vivir así ya que su maldición provoca el desprecio de los demás 
después de que la casa de los murphy explotara literalmente y ellos se mudaran a la casa de su abuelo en su pueblo natal Hinder Hills 
(el pueblo que se inundó) Meg se reencuentra con su enemiga de toda la vida Ivy, Meg cree que su vida a empeorado pero 
Un golpe de suerte es que se entera de la Existencia del diario de su tatara abuelo y descubre la forma de librarse de la maldición que ha atormentado a su familia durante décadas.
Todo parecía ir bien hasta que se da cuenta de que para librarse tendría que darle a un o'leary la famosa moneda que inundo el pueblo
y causó todo esto desde el principio.
Lo que parecía ser demasiado bueno para Meg fue conocer a Brett un chico que haría cual quier cosa para ayudar y solo le ve el lado bueno hasta a las malas situaciones el siempre ha pensado que el mundo puede ser diferente si todos hacen algo para cambiarlo y su mayor frase es
"simple hay más personas buenas y se que algún día el mundo será diferente solo debemos hacer de nuestra parte para cambiarlo por que si no lo hacemos nosotros quien lo hara" pero un total problema para Meg es enterarse de que Brett es primo de Ivy y que ellos tienen que ver con la maldición pero al intentar librarse de la maldición solo lograron empeorar la situación.

## Reparto

### Personajes principales
- Ciara Bravo como Megan "Meg" "La Huracán Meg" Murphy, es una adolescente muy positiva, que está a punto de empezar la secundaria, lo único que quiere es ser normal y libre de su constante mala suerte. Cansada de conocer el caos en todo momento, se está tomando las cosas en sus propias manos para poner fin a la maldición de su familia de una vez por todas.
- Jack Griffo como Brett Parker O'Leary, es un chico lindo, popular, cool, y que jamás se interesaría en una chica tan torpe y problemática como Meg Murphy. Él se empeña en apoyar a la comunidad y hacer todo lo que este en su alcance. Brett es la definición de un chico galán, y para su sorpresa, no le importa la desgracia de Murphy y es primo de Ivy.
- Jacob Bertrand como Charlie Murphy, es el hermano menor de Meg, un chico que lleva consigo mucha vergüenza. Ha llevado a su talento a meterse en muchos problemas, pero una cosa extraña, es que todos sus talentos los graba y los vídeos los sube a Internet y tienen éxito. A pesar de que está cansado de ser el hazmerreír de la gente, él tendrá que decidir si acabar con esa maldición o seguir con su fama en la red.
- Elena Kampouris como Ivy Murray O'Leary, es la enemiga de Meg, la prima de Brett y una aliada a la maldición, pero lo que ella no sabe que deberán luchar juntas en contra de la maldición.
- Burkely Duffield como Tommy, es un chico que participa en la maldición de 1914 a la familia.
- Keegan Connor Tracy como la Sra. Murphy, es la mamá de Meg y Charlie.
- Donavon Stinson como el Sr. Murphy, el padre de Meg y Charlie.
- Jay Brazeau como El abuelo.

## Recepción
La película se estrenó el 29 de noviembre de 2013. Según usuarios, en IMDb.com, dieron un excelente índice de audiencia para la película, dándole 7/10 estrellas. La película logró reunir a un total de 3.2 millones de espectadores, no pudiendo superar al estreno especial de Disney Channel, Good Luck Jessie: NYC Christmas, un crossover entre las series Jessie y Good Luck Charlie, que ganó el día con un total de 5.8 millones de espectadores.